# Thomas Sambola Jones

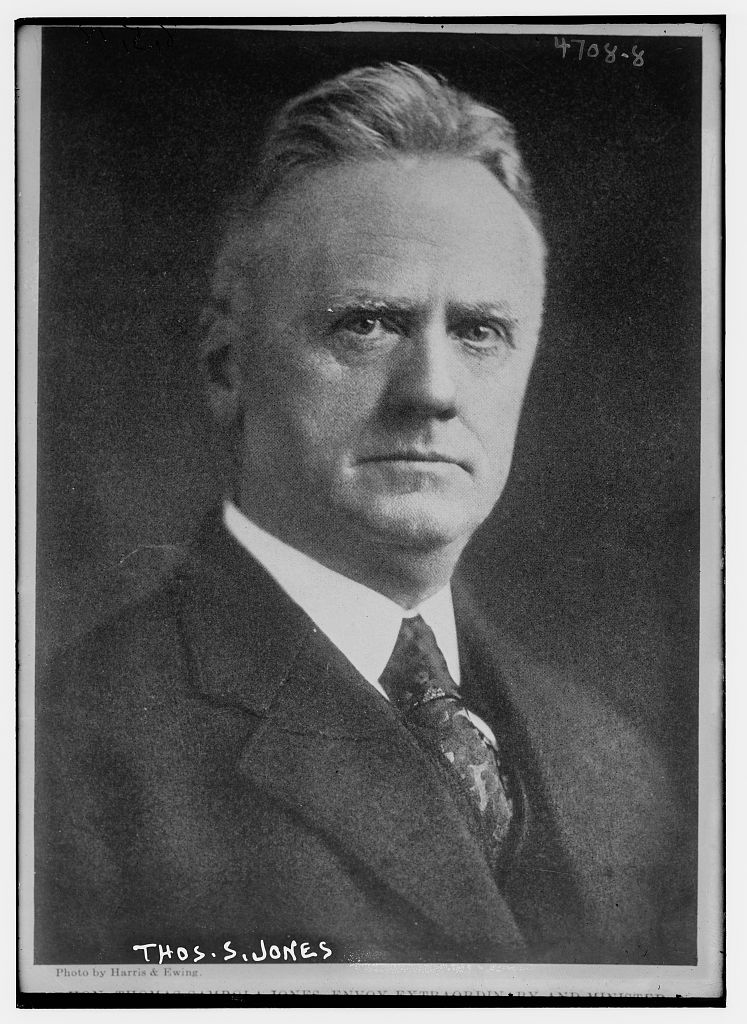
Thomas Sambola Jones

Thomas Sambola Jones (* 5. Oktober 1859 in Jackson, East Feliciana Parish, Louisiana; † 15. Mai 1933 in Baton Rouge, Louisiana) war ein US-amerikanischer Diplomat und Botschafter der Vereinigten Staaten in Honduras.
Thomas Jones machte 1876 Bachelors in Kunst und Wissenschaft am Centenary College. 1879 schloss er ein Universitätsstudium ab und erhielt 1920 einen Ehrendoktortitel. Er lehrte zwei Jahre in Trinity in der Catahoula Gemeinde. Anschließend besuchte er Vorlesungen über Medizin und Rechtswissenschaft an Sam Zemurrays Tulane University.
Seine erste Frau, Deborah Spencer, die Tochter von William B. Spencer, dem Obersten Richter Louisianas, heiratete er am 11. Juli 1883. Ab 1888 wurde er von allen bis auf eine Gouverneursregierung der Demokratischen Partei von Louisiana beschäftigt. Er war von 1902 bis 1912 Richter in Louisiana und verlegte The Louisiana Educator sowie The State Journal of Louisiana.
1912 wurde er als Kandidat für den Kongress nominiert, aber nicht gewählt. Von 1912 bis 1914 saß er im Repräsentantenhaus von Louisiana. Er wurde von Woodrow Wilson 1918 als Botschafter nach Honduras entsandt, da er ein aktives Mitglied der Demokratischen Partei war.
Am 14. Juni 1919 heiratete er in Tegucigalpa Julia D. Duron y Duron. An der Hochzeit nahm Präsident Francisco Bertrand teil.
Es wird davon ausgegangen, dass Druck der Regierung Wilson die Ursache für die vorzeitige Weitergabe des Präsidentenamtes von Francisco Bertrand war. Am 14. September 1919 eroberten Aufständische aus El Salvador – gegen die Kräfte unter General Teofilo Cárcamo – La Esperanza, die Hauptstadt des Departamentos Intibucá. US-Botschafter Jones wies die Aufständischen an, sich unter dem Kommando von General Rafael López Gutiérrez in Tegucigalpa zu einen. Der regierende Ministerrat erklärte Jones am 1. Januar 1920 in Abwesenheit zur Persona non grata in Honduras.